# Adolf Wolf (General)
Adolf Wolf (* 23. Mai 1899 in Braunschweig; † 11. März 1973 in Bayreuth) war ein Offizier, zuletzt Generalmajor der deutschen Luftwaffe im Zweiten Weltkrieg.

## Leben
Beförderungen
- 10. September 1917 Gefreiter
- 10. Februar 1918 Fahnenjunker-Unteroffizier
- 16. Juli 1918 Fähnrich
- 27. September 1918 Leutnant mit Patent
- 12. Juni 1920 Polizeileutnant
- 1. Mai 1924 Polizeioberleutnant
- 1. April 1929 Polizeihauptmann
- 1. Mai 1935 Hauptmann
- 1. April 1937 Major
- 1. Dezember 1939 Oberstleutnant
- 1. März 1942 Oberst
- 1. April 1944 Generalmajor

### Erster Weltkrieg und Zwischenkriegszeit
Wolf trat am 7. Juni 1917 als Fahnenjunker dem 4. Hannoverschen Infanterie-Regiment Nr. 164 bei und war dort bis zum 1. November 1918 eingesetzt, wo er u. a. als Zugführer agierte. Während seiner dortigen Zeit war er vom 14. August 1917 bis 3. November 1917 zugleich zur Infanterie-Lehr-Abteilung des X. Armee-Korps abkommandiert und besuchte vom 17. März 1918 bis 28. Juli 1918 einen Fahnenjunkerkurs in Döberitz. Am 9. April 1920 schied Wolf im Zuge der Demobilisierung seines Regiments aus dem aktiven Wehrdienst als Leutnant aus und nahm ab Juni 1920 eine Tätigkeit bei der Schutzpolizei in Hannover auf. Hier war er bis zum 21. Mai 1929 Zugführer. Während dieser Zeit war Wolf vom 4. Mai 1921 bis 6. August 1921 Adjutant bei der Schutzpolizei-Abteilung Lampe im mitteldeutschen Aufstandsgebiet eingesetzt.
Zum 22. Mai 1929 wechselte er als Bereitschaftsführer zur Schutzpolizei nach Duisburg-Hamborn über, wo er bis Ende September 1932 verblieb. Anschließend war er bis Ende Juli 1934 erneut Adjutant an der Höheren Polizeioffiziersschule in Eiche. Dem folgte vom 1. August 1934 bis 30. April 1935 ein Einsatz als Kompanie-Offizier sowie stellvertretender Bataillons-Kommandeur an der Landespolizeischule in Sensburg (Ostpreußen). Am 1. Mai 1935 wurde Wolf Kompaniechef im Luftwaffen-Regiment General Göring, wo er bis Ende September 1937 verblieb. Zuvor war Wolf am 1. Oktober 1935 zur Luftwaffe übergetreten. Vom 1. Oktober 1937 bis 5. Juni 1938 fungierte Wolf als Batteriechef im Flak-Regiment 64.

### Zweiter Weltkrieg
Hier wurde er am 6. Juni 1938 Kommandeur der I. Flak-Abteilung. Diesen Posten hielt Wolf bis zum 4. Juni 1940 inne. Mit diesem kämpfte Wolf im Zuge des Westfeldzuges im Rahmen des II. Flak-Korps im Raum Calais-Abbeville. Hier führte er vom 5. Juni 1940 bis 24. Juni 1940 die nach ihm benannte Flak-Gruppe Wolf. Am Tage der Beendigung der Kriegshandlungen in Frankreich, am 25. Juni 1940, wurde Wolf zum Kommandeur des Flak-Regiments 52 ernannt, dessen Posten er bis zum 26. Juli 1941 innehielt. Sein Flak-Regiment war während dieser Zeit bis Ende August 1940 zunächst als Flakgruppe Berlin sowie als Flakgruppe Magdeburg ebendort eingesetzt, kämpfte aber mit Beginn des Ostfeldzuges im Rahmen der Heeresgruppe Mitte bei der 9. Armee. Während dieser Zeit fungierte Wolf vom 24. August 1940 bis zum 5. Oktober 1940 zugleich als diplomatischer Kurier Berlin-Tokio.
Zum 26. Juli 1941 übernahm Wolf das Kommando des Flak-Regiments 49, welches ebenfalls im Mittelabschnitt der Ostfront eingesetzt war, und war zugleich auch Kommandeur der Flakgruppe Mannheim-Ludwigshafen ebendort. Diese beiden Posten hielt er bis zum 24. August 1943 inne. Das Flak-Regiment 49 kämpfte unter seinem Kommando bis zum 24. August 1943 der Ostfront im Südabschnitt der Front. Große Teile des Flak-Regiments gingen zuvor in der Schlacht um Stalingrad verloren. Das Regiment wurde daher aufgelöst und im Juni 1943 neu in Italien aufgestellt. Zum 25. August 1943 gab Wolf das Kommando des Regiments allerdings ab und wurde Kommandeur der 10. Flak-Brigade, die er bis Ende Januar 1944 führte. Zum 1. Februar 1944 stieg Wolf zum Kommandeur der 18. Flak-Division auf, deren Geschicke er bis zum 5. Oktober 1944 leitete. Anschließend wurde er Kommandeur der 13. Flak-Division, mit der er am 9. Mai 1945 in US-amerikanische, später britische Kriegsgefangenschaft geriet. Aus dieser wurde Wolf am 19. Dezember 1947 wieder entlassen.

## Auszeichnungen (Auswahl)
- Eisernes Kreuz (1914) II. und I. Klasse sowie Wiederholungsspange 1939 beider Klassen
- Ritterkreuz des Eisernen Kreuzes am 20. Juni 1940
- Deutsches Kreuz in Gold am 10. Juli 1944